# Gmina Ružić
Gmina Ružić (chorw. Općina Ružić) – gmina w Chorwacji, w żupanii szybenicko-knińskiej. W 2011 roku liczyła  1591 mieszkańców. 